# Мониторы типа «Краков»
Монито́ры ти́па «Краков» — серия из двух мониторов, построенных в 1924—1926 годах в Польше. Первые корабли, спроектированные и построенные в Польше. Первоначально вооружение состояло из двух 75-мм пушек в башне, вращающейся вокруг боевой рубки и 100-м гаубицы во второй башне гораздо меньших размеров. В 1932 году перевооружены.

## Список кораблей
| Название                        | Заложен | Спущен     | Вступил в строй | Участь |
| ------------------------------- | ------- | ---------- | --------------- | --- |
| Краков (с 1939 года — Смоленск) | 1924    | нет данных | 8.1926          | Затоплен экипажем 21.9.1939 на р. Пине. Поднят и включен в состав советской Пинской военной флотилии. 15.09.1941 затоплен экипажем в районе Киева.                                                                                        |
| Вильно                          | 1924    | нет данных | 10.1926         | Затоплен экипажем 19 сентября 1939 года около Особовиц (взорван экипажем). Планировалось поднять монитор и включить его в состав советской Пинской флотилии, в 1941 году начались подготовительные работы, но война помешала этим планам. |